# Gabrielle Roth
Gabrielle Roth (4 de febrero de 1941 - 22 de octubre de 2012) fue una bailarina y música en los géneros de world music y danza trance, con un interés especial en el chamanismo. Ella creó el enfoque 5Rhythms de movimiento en la década de 1970; en la actualidad hay cientos de maestros 5Rhythms de todo el mundo que utilizan su enfoque en su trabajo.
Roth trabajó en el Centro Kripalu de Yoga y Salud y en el Instituto Omega de Holistic Studies. También fundó una compañía de teatro experimental en Nueva York, y escribió tres libros, creó más de veinte álbumes de música dance trance con su banda The Mirrors, y dirigió o ha sido objeto de diez videos.

## Vida
Nacida en San Francisco, Roth fue inicialmente inspirada por la danza, a los siete años, viendo a una bailarina a través de la ventana de una escuela de baile. En ese momento decidió que esa era su vocación. Encontró un libro con las posiciones básicas de ballet y comenzó a practicar en su habitación. También comenzó a ir a algunas clases de ballet. En ese tiempo, era alumna en una escuela Católica y escuchaba la música de la iglesia fundamentalista local.
Años más tarde, la inspiración vino de lugares diferentes, de la bailaora flamenca La Chunga y del ballet nacional de Nigeria. Al mismo tiempo, continuó entrenándose en métodos de danza tradicionales.
Sufrió de anorexia durante su adolescencia, y pagó su universidad enseñando expresión corporal en centros de rehabilitación. Siguiendo sus estudios vivió y trabajó en Europa durante 3 años, a mediados de los sesenta. Durante ese tiempo visitó los campos de concentración en Alemania que había estudiado en la universidad.
En un accidente de ski en Alemania, sufrió una lesión en la rodilla, y volvió a recaer en la lesión durante una clase de baile en África. A los 26, los doctores le comunicaron que necesitaba someterse a cirugía en la rodilla, y que no podría volver a bailar. Ella se negó a aceptar tal pronóstico y entró en una gran depresión que le llevó retirarse al Big Sur en California, uniéndose al grupo de trabajo de Esalen Institute. Allí se convirtió en masajista, y descubrió como su cuerpo se curaba a través de la danza, a pesar del diagnóstico de los doctores. El psicólogo de Gestalt Fritz Perls le pidió que enseñara danza en el Esalen Institute y así comenzó a establecer un método para utilizar el baile como un proceso transformador. Así comenzó los pasos que le llevarían, ya fuera de Esalen, a diseñar "La Ola" y sus cinco ritmos: fluido, staccato, caos, lírico, quietud.

## Obras

### Libros
- Roth, Gabrielle and Loudon, John (1989). Maps to Ecstasy: Teachings of an Urban Shaman. New World Library. ISBN 978-0-931432-52-1.
- Roth, Gabrielle (1997). Sweat Your Prayers: Movement as Spiritual Practice. Tarcher Putnam. ISBN 978-0-87477-959-2.
- Roth, Gabrielle (2004). Connections: The Five Threads of Intuitive Wisdom. Tarcher. ISBN 978-1-58542-327-9.

### Música
Raven Recordings
- Jhoom
- Still Chillin'
- Bardo (with Boris Grebenshikov)
- Tribe
- Refuge (with Boris Grebenshikov)
- Zone Unknown
- Stillpoint
- Tongues
- Luna
- Trance
- Waves
- Ritual
- Bones
- Initiation
- Totem
- The Raven Classics – 4-CD boxed set
- Endless Wave
- Endless Wave 2
- Music for Slow Flow Yoga
- Music for Slow Flow Yoga 2

Otras producciones
- Path: An Ambient Collection (1995) Windham Hill Records
- Conversations With God: A Windham Hill Collection (1997) Windham Hill Records